# Agrostis venusta
Agrostis venusta é uma espécie de gramínea do gênero Agrostis, pertencente à família Poaceae.